# Augustaea formicaria
Genre
Espèce
Augustaea formicaria, unique représentant du genre Augustaea, est une espèce d'araignées aranéomorphes de la famille des Salticidae.

## Distribution
Cette espèce se rencontre à Singapour et en Malaisie péninsulaire.

## Publication originale
- Szombathy, 1915 : Attides nouveaux appartenant aux collections du Musée national hongrois. Annales Historico-Naturales Musei Nationalis Hungarici, vol. 13 p. 468-490.